# Ново Село (Србица)
Ново Село (алб. Novosellë) је насељено место у Србији у општини Србица. Административно припада Косову и Метохији, односно Косовскомитровачком управном округу. Према процени из 1991. године било је 127 становника.

## Историја
Ново Село је колонистичко насеље, које је настало после Првог светског рата. Село је подигнуто на брдашцу, које дренички Албанци називају именом Kajvac, док га албанизовано српско становништво из села Лауше назива именом „Градина”.

## Порекло становништва по родовима
Подаци порекла становништва по родовима из 1936. године:
Црногорци (колонисти):
- Ђукић, 1 кућа, славе Св. Јована. Досељени су из Никшића, старином су из Пјешиваца
- Стојановић, 1 кућа, славе Св. Арханђела Михаила, прислужују Спасовдан. Досељени су из Шипачна—Никшић, а старином су Луковци.
- Жмукић, 2 куће, славе Св. Јована Крститеља, прислужују Мапу Госпојину. Досељени су из Кусиља—Никшић.
- Божовић, 2 куће, славе Св. Арханђела Михаила, прислужују Спасовдан. Досељени су из Шипачна—Никшић, а старином су Луковци.
- Мијановић, 3 куће, славе Св. Николу, а прислужују Мапу Госпојину. Досељени су из Штедима—Никшић, старином су Цуце.
- Марковић, 1 кућа, славе Св. Илију, прислужују Св. Стевана - ,,Шћепандан’’. Досељени су из Кусиња—Никшић, старином су Ђеклићи.
- Рончевић, 1 кућа, славе Св. Луку, прислужују Петровдан, такође су пореклом из Југовића у Жупи никшићкој.
- Гардашевић, 1 кућа, славе Св. Арханђела Михаила, а прислужују Св. Илију, пореклом су из Убла—Чево у Црној Гори.

Према изнетоме, у 1936. години у Новом Селу је било црногорских родова: 9, са 13 кућа. Ово несамостално насеље, које припада селу Лауши, имало је колективну сеоску славу у заједници са варошицом Србицом: Св. Василија Острошког.

## Становништво
Према попису из 1961. године насеље је било углавном насељено Црногорцима и Србима, док је 1981. године било насељено искључиво Албанцима.
| Етнички састав према попису из 1961.‍ | Етнички састав према попису из 1961.‍ | Етнички састав према попису из 1961.‍ | Етнички састав према попису из 1961.‍ | Етнички састав према попису из 1961.‍ |
| ------------------------------------ | ------------------------------------ | ------------------------------------ | ------------------------------------ | ------------------------------------ |
|                                      |                                      |                                      |                                      |                                      |
| Црногорци                            | Црногорци                            |                                      | 57                                   | 76%                                  |
| Срби                                 | Срби                                 |                                      | 11                                   | 14,7%                                |
| Муслимани                            | Муслимани                            |                                      | 7                                    | 9,3%                                 |
| Укупно: 75                           |                                      |                                      |                                      |                                      |

| Етнички састав према попису из 1981.‍ | Етнички састав према попису из 1981.‍ | Етнички састав према попису из 1981.‍ | Етнички састав према попису из 1981.‍ | Етнички састав према попису из 1981.‍ |
| ------------------------------------ | ------------------------------------ | ------------------------------------ | ------------------------------------ | ------------------------------------ |
|                                      |                                      |                                      |                                      |                                      |
| Албанци                              | Албанци                              |                                      | 150                                  | 100%                                 |
| Укупно: 150                          |                                      |                                      |                                      |                                      |

Број становника по пописима:
|             | \| Демографија[6] \| Демографија[6] \| Демографија[6] \| \| Година \| Становника \| Становника \| \| -------------- \| -------------- \| -------------- \| \| 1948. \| 58 \| \| \| 1953. \| 79 \| \| \| 1961. \| 75 \| \| \| 1971. \| 90 \| \| \| 1981. \| 150 \| \| \| 1991. \| 127 \| \| |            |
| Демографија | |            |
| Година      | Становника | Становника |
| 1948.       | 58 |            |
| 1953.       | 79 |            |
| 1961.       | 75 |            |
| 1971.       | 90 |            |
| 1981.       | 150 |            |
| 1991.       | 127 |            |